# 常唱院 (静岡県小山町)
常唱院（じょうしょういん）は、静岡県駿東郡小山町竹ノ下にある法華宗本門流の寺院。山号は要名山。

## 歴史
文永11年（1274年）立正大師日蓮が身延山久遠寺への入山の途中で宿泊。弘安5年（1282年）身延山を下山し常陸国へ湯治に向かう日蓮が再び宿泊したことでも知られる。日蓮が法華曼荼羅を図顕し授与したので、堂が建立され法華講が開かれた。天保3年（1831年）蓮静寺（静岡県御殿場市中丸）23世の日宥がこの堂を寺に改め常唱院とした。大正6年（1917年）山田日要が再興。昭和27年（1952年）火災で焼失。昭和32年現在の本堂と庫裏を再建した。

## 日蓮池上への道
常唱院を発った日蓮は弘安5年旧暦9月15日弘行寺（南足柄市）、16日要法寺（平塚市）、17日妙光寺（横浜市瀬谷区）、18日池上本門寺へ到着した。

## 日蓮身延への道
鎌倉を発った日蓮は文永11年旧暦5月13日法船寺（小田原市）、14日常唱院、15日本光寺（富士宮市）、16日、妙浄寺（南巨摩郡南部町）を経て17日身延山へ到着した。

## 文化財
- 小山町指定有形文化財
  - 建造物
    - 要名山常唱院[1]

  - 石造物
    - 双体道祖神など[1]

## 参考資料
- 市川智康『日蓮聖人の歩まれた道』水書房（1989年）
- 日蓮宗寺院大鑑編集委員会『宗祖第七百遠忌記念出版 日蓮宗寺院大鑑』大本山池上本門寺 (1981年)
- 『大田区の寺院』大田区教育委員会（1972年）